# L'AIR DE PARIS
HERMÈS L'AIR DE PARIS（エルメス・レール・ドゥ・パリ）は、2006年1月7日から2009年3月29日までJ-WAVEで放送されていたラジオ番組。

## 概要
番組名はフランス語で「パリの空気」の意で、番組を提供するエルメスの2006年の年間テーマでもあった。番組内で扱われる話題をはじめとして楽曲や出演者など、フランスやパリに関するものにある程度特化されていた。
2007年4月からはDJ KORBY'S RADIO SHOWと放送枠を交換する形で現時間帯に変更となった。また同年7月からは系列を越えたMegaNet加盟局のFM COCOLOでも放送されていた。なお新聞等の番組欄では定冠詞のLeを略した「エール・ドゥ・パリ」と表記される場合もあった。

## 放送時間
- 毎週土曜 20:00-20:54 （2006年1月7日 - 2007年3月23日）
- 毎週日曜 22:00-22:54 （2007年4月1日 - 2009年3月29日）

2007年7月からはFM COCOLOでも同時間帯で放送
2008年10月からはBrandnew Jでもサイマル放送

## ナビゲーター
- VieVie

## 主なコーナー
- AGENDA

ヴァシリ・ヴェレッキア、ティモテ・ヴェレッキアの兄弟が週替わりで担当し、パリ発の最新流行情報を伝える。
- INTERVIEW

「JALOUSE」誌の元編集長であるアレクサンドラ・セネスによるインタビュー。
- NONSTOP SELECTION